# Entephria nigricans
Entephria nigricans är en fjärilsart som beskrevs av Louis Beethoven Prout 1908. Entephria nigricans ingår i släktet Entephria och familjen mätare. Inga underarter finns listade i Catalogue of Life.